# Institut Kanellópoulos de chimie et d'agriculture
L'Institut Kanellópoulos de chimie et d'agriculture, en grec moderne : Ινστιτούτο Χημείας και Γεωργίας "Ν. Κανελλόπουλος, est un ancien institut de recherche du Pirée, en Grèce, qui a fonctionné entre 1938 et 1984 en affiliation avec la Compagnie grecque de produits chimiques et d'engrais, basée à Drapetsóna (abréviation grecque : ΑΕΕΧΠΛ, romanisée : AEEChPL).
L'Institut Kanellopoulos était une institution sui generis en Grèce. Il a été le premier de son genre à combiner la recherche fondamentale de haut niveau, la recherche avec des applications dans l'industrie chimique et la diffusion des avancées agrochimiques à la population grecque.

## Personnalités liées à l'Institut
- Ėlly Agallídis (1914-2006), physicienne-chimiste grecque.
- Georg-Maria Schwab (en) (1899-1984),  physicien-chimiste greco-allemand.